# Myrceugenia fernandeziana
Myrceugenia fernandeziana, es una especie de árbol perteneciente a la familia Myrtaceae.

## Descripción
Es el más común de todos los árboles del archipiélago Juan Fernández, no faltando en ningún punto de la región boscosa, desde la costa al interior. Alcanza su mayor desarrollo en el fondo de las quebradas, pero se halla también en las partes elevadas de los cerros, con exclusión sólo de las altas cumbres y crestas, de 20 a 25 metros de altura, con el tronco derecho cilíndrico, de 60 a 80 cm de grueso y la copa redondeada, muy ramosa. Cáscara delgada, plomiza, muy poco áspera, médula nula; leño muy duro.

## Sinonimia
- Myrtus fernandeziana Hook. & Arn., Bot. Misc. 3: 316 (1833).
- Eugenia fernandeziana (Hook. & Arn.) Barnéoud in C.Gay, Fl. Chil. 2: 392 (1847).
- Myrceugenia luma O.Berg, Linnaea 30: 671 (1861), nom. illeg.
- Luma fernandeziana (Hook. & Arn.) Burret, Notizbl. Bot. Gart. Berlin-Dahlem 15: 526 (1941).
- Nothomyrcia fernandeziana (Hook. & Arn.) Kausel, Lilloa 13: 148 (1947).
- Myrtus maxima Molina, Sag. Stor. Nat. Chili: 173 (1782), provisional synonym.
- Eugenia lumilla Phil., Bot. Zeitung (Berlin) 14: 643 (1856).
- Nothomyrcia maxima (Molina) Gunckel, Notas Mens. Mus. Nac. Hist. Nat. (Chile) 17: 11 (1972).[2]